# Hallomenus arimotoi
Hallomenus arimotoi is een keversoort uit de familie winterkevers (Tetratomidae). De wetenschappelijke naam van de soort werd in 2000 gepubliceerd door Toyoshima & Ishikawa.